# Амоар
Амоар (на френски: Hamoir) е селище в Югоизточна Белгия, окръг Юи на провинция Лиеж. Населението му е около 3600 души (2006).